# Кулик, Надежда Михайловна
Наде́жда Миха́йловна Кули́к (укр. Надія Михайлівна Кулик; 1914 год, село Соколовка, Романко-Болковская волость, Ананьевский уезд, Херсонская губерния — 1964 год, Первомайск, Николаевская область. УССР) — колхозница, звеньевая семеноводческого совхоза имени 25 лет Октября Министерства совхозов СССР, Одесская область. Герой Социалистического Труда (1948).

## Биография
Родилась в 1914 году в крестьянской семье в селе Соколовка Ананьевского уезда Херсонской губернии (сегодня — Первомайский район Николаевской области). В 1930 году начала свою трудовую деятельность в семеноводческом колхозе имени 25 лет Октября Первомайского района. В 1944 году назначена звеньевой.
В 1947 году звено Антонины Коваль, соревнуясь со звеном Ольги Татаровой, собрало в среднем 31,9 центнеров зерновых с каждого гектара с участка площадью 22 гектара. За эти выдающиеся трудовые достижения была удостоена звания Героя Социалистического Труда.
В 1954 году вступила в КПСС. Избиралась депутатом Первомайского районного совета народных депутатов.
Скончалась 29 марта 1964 года в городе Первомайск Николаевской области.

## Награды
- Герой Социалистического Труда — указом Президиума Верховного Совета СССР от 13 марта 1948 года
- Орден Ленина
- Медаль «За доблестный труд в Великой Отечественной войне 1941—1945 гг.»